# Skalice (district de Znojmo)
Pour les articles homonymes, voir Skalice.
Skalice (en allemand : Skalitz) est une commune du district de Znojmo, dans la région de Moravie-du-Sud, en République tchèque. Sa population s'élevait à 515 habitants en 2020.

## Géographie
Skalice se trouve à 12 km au sud-ouest de Moravský Krumlov, à 18 km au nord-est de Znojmo, à 38 km au sud-ouest de Brno et à 179 km au sud-est de Prague.
La commune est limitée par Džbánice et Dobelice au nord, par Hostěradice à l'est et au sud-est, par Morašice au sud-ouest et par Trstěnice à l'ouest.

## Histoire
La première mention écrite de la localité date de 1252.